# 福島県迎賓館
福島県迎賓館（ふくしまけんげいひんかん）は、福島県猪苗代町にある旧高松宮翁島別邸。国の重要文化財に指定されている。

## 概要
近くにある天鏡閣の別邸として建設されたものの、現在は間に道路が通り400メートルほど離れている上、天鏡閣が洋風建築であるのに対し、こちらは日本建築である。古い伝統的和風住宅の皇族別邸は、全国的にも珍しいと言われている。設計は宮内省内匠寮、担当は宮内技師木子幸三郎。
大正天皇の第3皇子・高松宮宣仁親王が、有栖川宮威仁親王妃慰子の保養のため、天鏡閣の別邸として1922年（大正11年）に建設したもの。還暦前の慰子妃を気遣い、洋館ではなく自然の景観を庭園に見立てた純日本風の造りになっている。
1952年（昭和27年）12月、高松宮宣仁親王より福島県に下賜され、福島県迎賓館となった。
1996年（平成8年）12月20日、居間棟が国の登録有形文化財に登録。1999年（平成11年）5月13日には、国の重要文化財に指定された（重文指定により登録有形文化財の登録は抹消）。

## 公開
通常は庭園のみが公開されている。建物については「特別公開」として年間100日程度の公開日が設けられ、予約者のみ見学が可能。